# Yuko Harayama
Yūko Harayama (japanisch 原山 優子 Harayama Yūko; * 16. April 1951 in Ginza, Tokio) ist eine japanische Wissenschaftlerin.

## Leben
Harayama zog im Alter von 14 Jahren zu ihrem Großvater nach Frankreich und besuchte dort das Collège Saint Pierre in einem Pariser Vorort. Später zog sie wieder nach Japan, um dort ihren Schulabschluss zu machen. Im Anschluss kehrte sie jedoch nach Frankreich zurück und nahm ein Studium der Mathematik an der Universität der Franche-Comté in Besançon auf, welches sie 1973 mit einem Bachelor abschloss.
In den Folgejahren bekam sie mit ihrem Ehemann, dem Biotechnologen Shigeaki Harayama, drei Kinder und widmete sich deren Erziehung. Nachdem die Familie aufgrund der beruflichen Tätigkeit von Shigeaki nach Genf gezogen war, begann Harayama ein weiteres Studium in Erziehungswissenschaft an der Universität Genf, das sie 1988 mit dem Bachelor abschloss. 1992 erwarb sie einen weiteren Bachelor in Wirtschaftswissenschaften. Im Anschluss übernahm sie eine Tätigkeit als Assistentin der Lehre im Fachbereich Politische Ökonomie und promovierte in Wirtschaft und Erziehungswissenschaft. Dafür arbeitete sie zeitweise auch an der Stanford University in den USA. 1996 wurde ihr der Doktor in Wirtschaft verliehen, 1997 der Doktor in Erziehungswissenschaften.
Im Anschluss war sie drei Jahre als Assistenzprofessorin für politische Ökonomie tätig. Im Jahr 2001 kehrte sie nach Japan zurück und nahm zunächst eine Stelle als wissenschaftliche Mitarbeiterin im Research Institute of Economy, Trade & Industry in Tokio an. Ein Jahr später erhielt sie eine Professur im Fachbereich Management von Wissenschaft und Technologien an der Universität Tōhoku in Sendai, die sie zehn Jahre lang innehatte. Neben ihrer Professorentätigkeit übernahm sie viele weitere Aufgaben. Von 2004 bis 2005 war sie Gastmitglied des National Institute of Science and Technology Policy (NISTEP) und außerordentliche Professorin an der National  Institution  for  Academic  Degrees  and  University  Evaluation. Von 2006 bis 2010 war sie Mitglied verschiedener Vorstände und Ausschüsse, darunter Vorstandsmitglied des Council for Science and Technology Policy (CSTP), Vorstandsmitglied der Compagnie de Saint-Gobain in Frankreich und Mitglied des Bildungsausschusses der Stadt Sendai. 2009 wurde sie für ein Jahr außerordentliche wissenschaftliche Mitarbeiterin der Japan Science and Technology Agency.
Im Jahr 2010 übernahm Harayama für zwei Jahre die Stelle der stellvertretenden Direktorin in der Abteilung Science, Technology and Industry der OECD in Frankreich. Im Anschluss war sie bis 2018 Vorstandsmitglied des Rats für Wissenschaft, Technologie und Innovation in Japan. Seit 2019 ist sie Mitglied im Stiftungsrat der Elsevier Foundation. Am 14. Dezember 2021 wurde Yuko Harayama International Fellow an der Königlich Schwedischen Akademie der Ingenieurwissenschaften (IVA).
Ihre Forschungsinteressen umfassen u. a. Technologiepolitik, Innovationssysteme, Cluster-Politik und höhere Bildungssysteme. Sie befasst sich mit Fragen, wie politische und wirtschaftliche Mittel zur Bewältigung gesellschaftlicher Herausforderungen der Zukunft eingesetzt werden können.

## Werke
- Le système universitaire japonais, Economica, 2000, ISBN 2-7178-4002-8
- Dynamique de la création de connaissances: Microsystèmes en Suisse romande, mit Milad Zarin-Nejadan und Alexander Mack, Peter Land AG, 2004, ISBN 3-03910-369-5

## Auszeichnungen und Ehrungen
- 2011: Ritter der Ehrenlegion[6]
- Ehrendoktorwürde der Université de Neuchâtel[5]
- Preis der Ernest Bonichi Stiftung[7]